# فضای مترپذیر
در توپولوژی، و شاخه‌های مرتبط با آن در ریاضیات، فضای مترپذیر (به انگلیسی: Metrizable Space)، فضای توپولوژیکی است که هومئومورف با یک فضای متریک باشد؛ یعنی، فضای توپولوژیکی چون {\displaystyle (X,{\mathcal {T}})} را مترپذیر گویند اگر وجود داشته باشد متری چون {\displaystyle d\colon X\times X\to [0,\infty )} چنان که توپولوژی القاء شده توسط {\displaystyle d}، برابر با {\displaystyle {\mathcal {T}}} باشد. قضایای مترپذیری، قضایایی اند که شرایط کافی برای مترپذیر بودن یک فضای توپولوژیکی را ارائه می‌نمایند.